# Governo diviso
Nel linguaggio politico, si definisce governo diviso quel tipo di situazione politico-istituzionale, tipica dei sistemi presidenziali (dove è spesso definito con il termine “Anatra zoppa elettorale”) ma non solo, in cui il controllo del ramo esecutivo e del ramo legislativo è diviso, rispettivamente, tra due o più schieramenti politici opposti o, nei sistemi semipresidenziali (in cui si chiama “Coabitazione”), quando il ramo esecutivo stesso è diviso tra schieramenti politici opposti, poiché il primo ministro è pressoché diretta espressione della maggioranza parlamentare, mentre il Presidente può non esserlo.
La prima situazione può verificarsi anche nel sistema parlamentare, ma spesso non è rilevante, poiché se l'esecutivo non soddisfa o rispetta le richieste del parlamento, quest’ultimo può costringerlo a dimettersi tramite una mozione di sfiducia. In questo caso, tuttavia, qualora la formazione di un nuovo esecutivo non sia istantanea (a differenza della sfiducia costruttiva) è tecnicamente possibile estendere tale condizione anche a questo sistema politico, nel periodo che intercorre tra le dimissioni dell’esecutivo ed il giuramento del nuovo governo (ad esempio nei governi dimissionari di minoranza).

## Funzionamento ed opinioni
Secondo il modello della separazione dei poteri, lo Stato è diviso in diversi “rami” (esecutivo, legislativo e giudiziario), i quali hanno poteri e aree di responsabilità separati e indipendenti (nel modello più netto), in modo che i poteri di uno non siano in conflitto con i poteri associati agli altri.
La divisione tipica, dunque, crea un ramo esecutivo che esegue e applica la legge sotto la guida di un Capo di governo, in genere un Presidente, se questi è anche Capo di stato; un ramo legislativo che emana, modifica o abroga le leggi; e un ramo giudiziario che interpreta ed applica la legge.
I governi divisi sono visti da diversi gruppi come un “beneficio” o come un “prodotto indesiderabile di tali separazioni”:
- I favorevoli a questo sistema credono che le separazioni incoraggino un maggiore controllo di coloro che sono al potere da parte dell'opposizione, oltre a limitare la spesa e l'attuazione di leggi sgradite o controverse, portando spesso al compromesso[2].
- Gli oppositori, invece, sostengono che i governi divisi diventino, col tempo, letargici e prolissi, portando a molti rallentamenti ed impasse istituzionali, in un momento in cui potrebbe essere necessaria una risposta o azione rapida, nonché ad una “partigianeria estrema” delle norme[3].

## Esempi

### Presidenzialismo: Stati Uniti

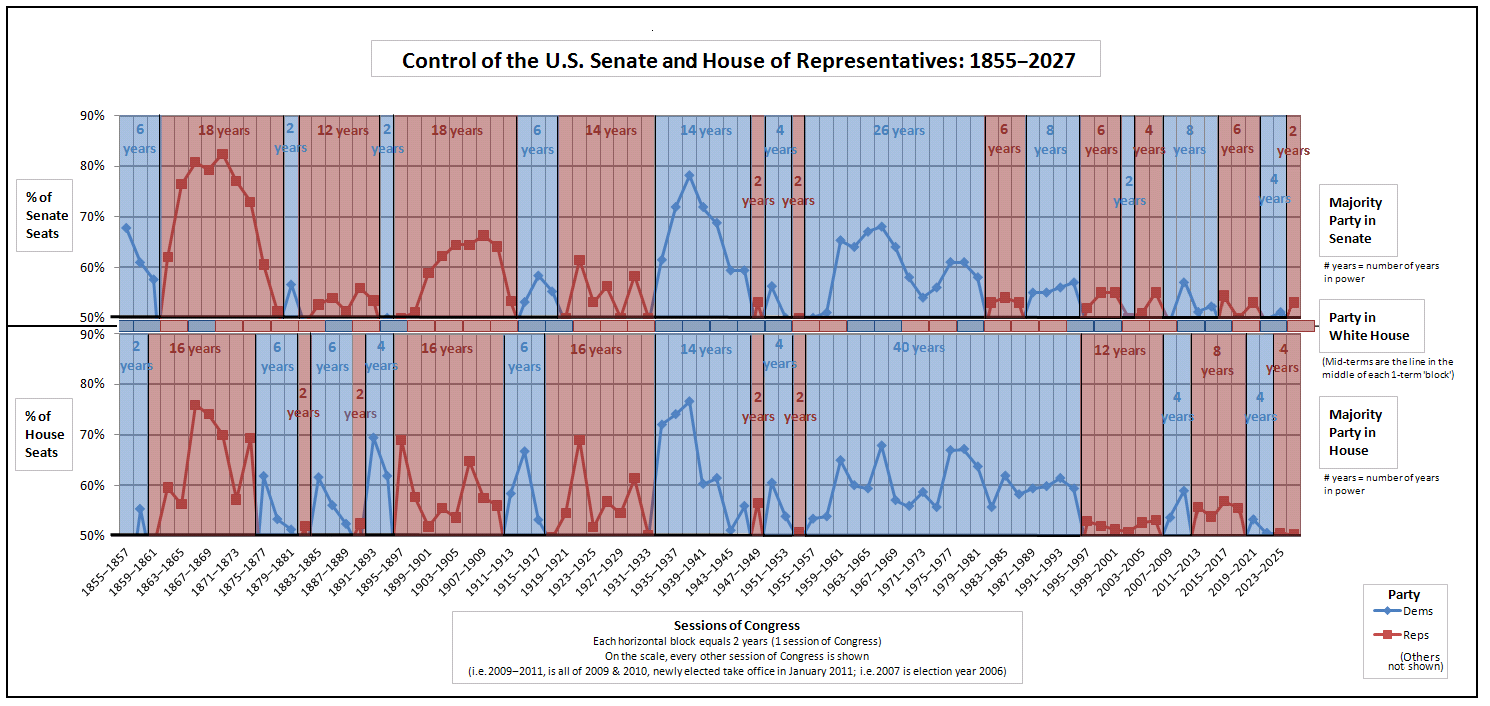
Partiti al potere nelle due camere del Congresso e alla presidenza degli Stati Uniti, dal 1855 ad oggi.

Sebbene all’inizio del XX secolo, il governo diviso fosse raro negli Stati Uniti, a partire dagli anni ‘70, esso è diventato una pratica sempre più comune, anche a causa della breve distanza tra le votazioni e la crescente polarizzazione politica generata dal bipartitismo.
Tale condizione si presenta generalmente durante le cosiddette elezioni di metà mandato (Midterms), ma può anche accadere in altre circostanze, specie se vi sono maggioranze congressuali esigue.

### Semipresidenzialismo: Francia
Nei sistemi con un forte Capo di stato ed un capo di governo che è responsabile verso il parlamento, come in Francia, il governo diviso è noto come “coabitazione”: in questo caso, il potere esecutivo è diviso tra un Presidente di uno schieramento e un Consiglio dei ministri di un altro.
La coabitazione avviene, generalmente, a causa della diversa natura elettiva dei membri dell'esecutivo: mentre il Presidente è eletto in modo indipendente (spesso per via diretta dall’elettorato), il Primo ministro è eletto “a posteriori” rispetto alle elezioni legislative, e deve dunque essere obbligatoriamente un riflesso di quest’ultime, anche se sia prevista la non necessità di ricevere la fiducia parlamentare.